# El Sistema

Logo del FESNOJIV, ente non-profit con sede a Caracas

El Sistema  ("Il Sistema") è un modello didattico musicale, ideato e promosso in Venezuela da José Antonio Abreu, che consiste in un sistema di educazione musicale pubblica, diffusa e capillare, con accesso gratuito e libero per bambini di tutti i ceti sociali.
Questo sistema didattico ed educativo è gestito e promosso da una fondazione, la Fundación del Estado para el Sistema Nacional de las Orquestas Juveniles e Infantiles de Venezuela (FESNOJIV). Si tratta di un ente statale venezuelano che si occupa della gestione e promozione di oltre 125 orchestre e cori giovanili, 30 orchestre sinfoniche e dell'educazione di oltre 350.000 studenti in 180 nuclei operativi sul territorio venezuelano, per dare futuro a molti ragazzi.
Secondo la definizione della FESNOJIV stessa El Sistema
()
La maggior parte dei giovani musicisti del Sistema sono provenienti da situazioni economiche e sociali disagiate, e tramite la disciplina musicale e l'impegno hanno la possibilità di fuggire dalle logiche nichiliste dei barrios e dalla povertà.
L'importanza di tale metodo non è dunque solo artistica, ma tramite esso la musica assume un significato di via primaria per la promozione ed il riscatto sociale e intellettuale.

## Storia
José Antonio Abreu (economista e musicista) fondò El Sistema nel 1975 (allora come Social Action for Music) e ne divenne direttore. Da allora, con dedizione e impegno, è riuscito a sviluppare questo progetto insieme alle istituzioni politiche, che nei quasi 50 anni dalla fondazione sono state sia progressiste che conservatrici.
Combinando acume politico e dedizione, Abreu ha dedicato tutte le sue energie in questo progetto utopico in cui l'orchestra rappresenta la società ideale, che permette lo sviluppo personale e sociale a chiunque.
Il governo venezuelano appoggiò e finanziò quasi subito l'iniziativa di Abreu (in particolare dopo aver vinto un concorso internazionale nel 1976 ad Aberdeen). L'amministrazione Chavez è stata la più generosa con El Sistema, arrivando a finanziare quasi completamente l'intero budget oltre a progetti aggiuntivi.
Il Sistema, che recentemente è gestito dal Ministero della Famiglia, Sport e Salute (e non quello della Cultura), ha come scopo primario la salvaguardia e la protezione dei giovani attraverso l'impegno e lo studio, prevenendo e correggendo comportamenti asociali e criminali.
El Sistema ha provato negli anni la sua efficacia artistica e sociale, dando opportunità di studio a chiunque, e permettendo il recupero e la prevenzione per giovani esposti al crimine, alla povertà e alla droga. Alcuni di questi allievi hanno potuto intraprendere carriere internazionali di rilievo, come ad esempio i direttori d'orchestra Gustavo Dudamel, Rafael Payare, Dietrich Paredes, Christian Vasquez e Diego Matheuz, il contrabbassista dei Berliner Philharmoniker Edicson Ruiz, il violista Joen Vazquez,, il flautista Pedro Eustache, il violinista e direttore Edward Pulgar, il direttore Natalia Luis-Bassa, e tanti altri.
Nel 2004 è stato prodotto un documentario su El Sistema, diretto da Alberto Arvelo e intitolato Tocar y Luchar, il quale ha vinto alcuni riconoscimenti come il miglior documentario al Cine Las Americas International Film Festival ed all'Albuquerque Latino Film Festival. Nel 2006 è uscito in Italia con il Saggiatore il documentario di Helmut Failoni e Francesco Merini "L'altra voce della musica. In viaggio con Claudio Abbado tra Caracas e L'Avana". Il film, dedicato al rapporto tra Abbado e El Sistema, è stato riedito nel 2010 e replicato numerose volte da Sky Classica tv e Sky Arte. Nel 2008 è stato prodotto un altro film di Paul Smaczny e Maria Stodtmeier distribuito in Italia con il titolo El sistema. Musica per cambiare la vita. Nel 2010 è stato realizzato il film documentario A Slum Symphony di Cristiano Barbarossa,, vincitore del Premio Flaiano, del Roma Fiction Fest e di altri premi, che ha seguito per oltre cinque anni la vita di alcuni bambini appartenenti al Sistema di Orchestre Infantili venezuelano.
Nel giugno del 2007 la Banca per lo Sviluppo Inter-americano (IDB) ha annunciato il prestito di 150 milioni di dollari alla FESNOJIV per la costruzione e l'espansione di ulteriori nuclei regionali del Sistema.
Alcuni banchieri presso l'IDB inizialmente erano scettici su tale finanziamento, obiettando che la musica classica sarebbe per le élite. A seguito di ciò la banca ha condotto alcuni studi sugli oltre due milioni di bambini educati attraverso El Sistema, concludendo che la partecipazione al programma migliorava la partecipazione scolastica e riduceva la delinquenza giovanile.
La banca ha calcolato che per ogni dollaro investito nel Sistema ci sarebbero circa 1,7$ di dividendi sociali.
El Sistema è stato introdotto ufficialmente nei programmi di studi della scuola pubblica, con l'obiettivo di istruire in questo modo almeno 500.000 fanciulli entro il 2015.
Nel settembre 2007, il presidente venezuelano Hugo Chávez ha annunciato in TV (al fianco di Abreu) un nuovo programma governativo denominato Misión Música, che ha lo scopo di fornire borse di studio e strumenti musicali ai bambini venezuelani.

## L'orchestra giovanile Simón Bolívar

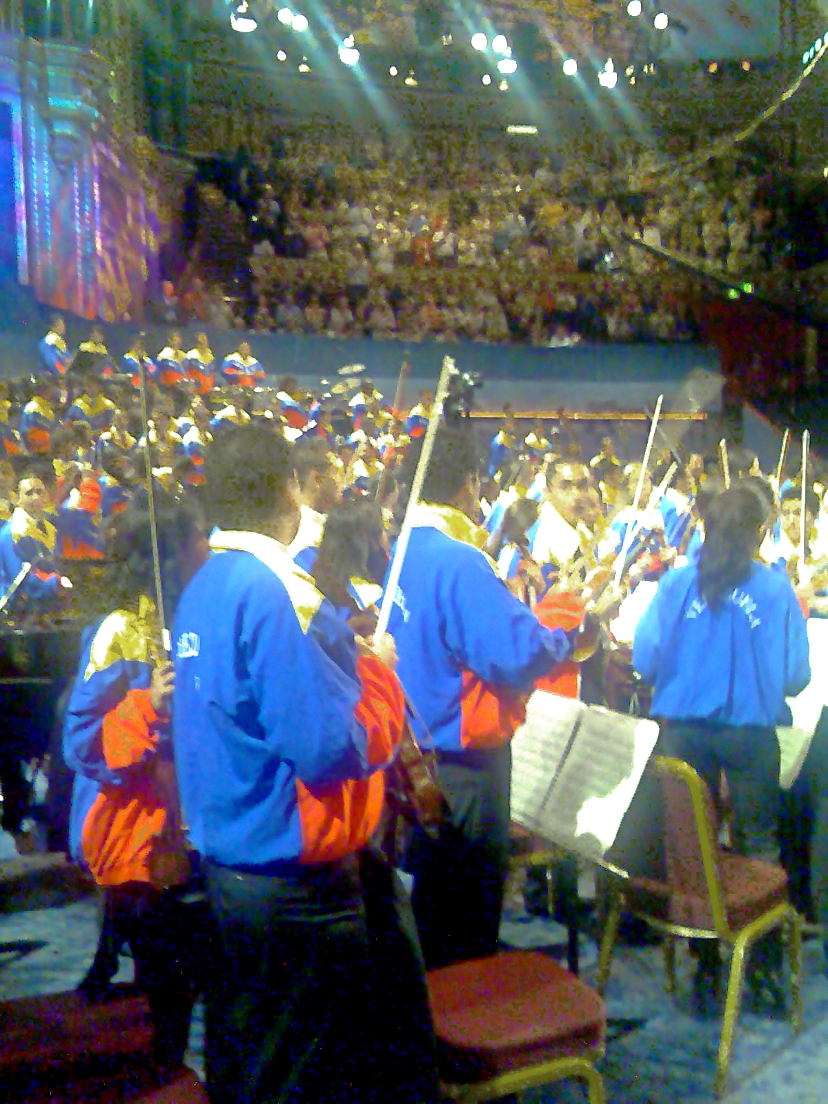
Orquesta Sinfónica Simón Bolívar nel 2007

Uno dei principali risultati artistici del Sistema di Abreu è l'orchestra giovanile Orquesta Sinfónica Simón Bolívar, che ha debuttato alla Carnegie Hall nel 2007 sotto la guida di Gustavo Dudamel, ricevendo subito critiche molto positive e guadagnandosi in breve stima e riconoscimenti internazionali.

## El Sistema in altri paesi
A seguito del successo e della comprovata efficacia del Sistema numerosi paesi hanno messo in atto politiche atte a imitare o riprodurre tali iniziative.
El Sistema è stato istituito in Scozia con finanziamenti dello Scottish Arts Council, a seguito dell'iniziativa del suo presidente Richard Holloway, con lo scopo di aiutare i giovani delle aree depresse di Stirling, dove l'aspettativa di vita di un uomo è di soli 63 anni.
Nel 2007 il governo inglese ha stanziato 332 milioni di sterline per un modello di sviluppo sociale e musicale analogo.
Iniziative analoghe sono sorte in decine di altri paesi, fra cui gli Stati Uniti (El Sistema USA), la Spagna, l'India e tanti altri.
Nel 2010 il maestro Claudio Abbado (che collaborava da anni con Abreu e l'Orchestra giovanile Simón Bolívar) annunciò l'intenzione di portare El Sistema anche in Italia.

Nel 2011 si effettuó la prima tournée venezuelana in Italia per volontà di Stefano Miceli con l'Orchestra Sinfonica Juventud Zuliana Rafaelel Urdaneta nei teatri di Milano, Roma e di altre cinque città.
In Spagna el sistema è stato importato dalla fondazione "acción social por la música" che dal 2013 offre lezioni gratuite di violino, viola, violoncello e contrabbasso nei quartieri di Tetuan e San Blas.

## Premi e riconoscimenti
Seguono alcuni dei principali premi e riconoscimenti ricevuti dal FESNOJIV
- 1993 - MC-UNESCO International Music Prize[24]
- 2008 - Premio Glenn Gould[25]
- 2008 - Premio Principe delle Asturie[26]
- 2009 - TED Price[27]